# Кликсбил
Кликсбил (њем. Klixbüll) општина је у њемачкој савезној држави Шлезвиг-Холштајн. Једно је од 132 општинска средишта округа Нордфризланд. Према процјени из 2010. у општини је живјело 968 становника. Посједује регионалну шифру (AGS) 1054068.

## Географски и демографски подаци
Кликсбил се налази у савезној држави Шлезвиг-Холштајн у округу Нордфризланд. Општина се налази на надморској висини од 4 метра. Површина општине износи 17,4 km². У самом мјесту је, према процјени из 2010. године, живјело 968 становника. Просјечна густина становништва износи 56 становника/km².

## Међународна сарадња
| Мјесто   | Држава               | Врста сарадње | Од    |
| -------- | -------------------- | ------------- | ----- |
|          | Пољска               | пријатељство  | 1991. |
| Мамсбери | Уједињено Краљевство | партнерство   | 1976. |
| Извор    |                      |               |       |